# Magnolia nana
Magnolia nana är en magnoliaväxtart som beskrevs av James Edgar Dandy. Magnolia nana ingår i släktet Magnolia och familjen magnoliaväxter. Inga underarter finns listade i Catalogue of Life.